# Дессау, Пауль
Пауль Дессау (нем. Paul Dessau; 19 декабря 1894, Гамбург, — 28 июня 1979, Берлин) — немецкий композитор и дирижёр.

## Биография
Пауль Дессау родился в музыкальной семье: музыкантами были его дед и прадед по отцовской линии, дядя, Бернхард Дессау, был скрипачом и композитором; отец — рабочий табачной фабрики был певцом-любителем. Сам Пауль в 6 лет начал заниматься игрой на скрипке и уже в детском возрасте выступал в концертах, в 1908 году, 14 лет, дал свой первый сольный концерт.
В 1910—1912 годах Дессау учился в Берлине в Консерватории Клиндворта-Шарвенки, сначала по классу скрипки, однако вскоре педагог нашёл, что его руки для скрипки не годятся; в дальнейшем брал частные уроки игры на фортепиано и композиции. С 1912 года был концертмейстером-репетитором оркестра и ассистентом главного дирижёра в оперном театре в Гамбурге, где ему довелось сотрудничать с Феликсом Вайнгартнером и Артуром Никишем.
В 1915 году Дессау был призван в действующую армию, воевал на Западном фронте — во Франции, позже служил в военном оркестре пехотного полка в Шлезвиге. После демобилизации в 1918 году вернулся в Гамбург, где писал музыку к пьесам Эриха Цигеля. В дальнейшем Дессау работал в качестве коррепетитора и дирижёра в различных оперных и драматических театрах; в 1919—1923 годах был концертмейстером и капельмейстером в Кёльне у Отто Клемперера, затем в Майнце, с 1925 года в Берлине был первым капельмейстером при Бруно Вальтере в Городской опере. С середины 20-х годов Дессау всё чаще выступал как композитор: в 1925 году он получил премию издательства музыкальной литературы за Концертино для скрипки, в 1927 году в Праге с успехом была исполнена его Первая симфония, под управлением Г. Штайнберга. С 1928 года Дессау руководил камерным оркестром кинотеатра «Альгамбра» на Курфюрстендамм в Берлине, в том же году дебютировал как кинокомпозитор. В конце 20-х годов написал музыку к ряду мультфильмов Уолта Диснея.
В 1920-е годы Пауль Дессау написал музыку для фильмов «Бури над Монбланом», «Белое безумие», «Приключения в Энгадине», «SOS Айсберг» и «Эй, северный полюс!» немецкого режиссёра, основателя жанра горного фильма Арнольда Фанка.

### После 1933 года
После прихода нацистов к власти в 1933 году Дессау был вынужден эмигрировать; до 1939 года жил в Париже, сотрудничал с Эрнстом Бушем, писал песни, посвящённые республиканской Испании и французскому Народному фронту, в том числе на стихи Бертольта Брехта — «Колонну Тельмана» и «Боевую песнь черных капоров» на текст из пьесы «Святая Иоанна скотобоен». В этот же период написал ряд сочинений, посвящённых иудаизму, в том числе ораторию «Хаггада» (Haggada) в 1936 году. Выступил соавтором музыки к фильму Алексея Грановского «Тарас Бульба», вышедшего в том же году. В Париже Дессау познакомился с Рене Лейбовицем и с его помощью освоил 12-тоновую систему Арнольда Шёнберга.
В 1939 году, после начала Второй мировой войны, Дессау поселился в Соединённых Штатах, где сотрудничал с известными режиссёрами, в том числе с Уолтом Диснем и Альфредом Хичкоком, преподавал в музыкальных школах. В 1942 году состоялось личное знакомство Дессау с Брехтом и началось их многолетнее сотрудничество.

### В Восточном Берлине
По возвращении в 1948 году в Германию Дессау поселился в восточном секторе Берлина и принял активное участие в деятельности созданного Брехтом театра «Берлинер ансамбль», написал музыку к ряду спектаклей по пьесам Брехта, в том числе «Мамаша Кураж и её дети» (1946—1949), «Добрый человек из Сычуани» (1947), «Господин Пунтила и его слуга Матти» (1949), «Кавказский меловой круг» (1954). На сюжеты Брехта были написаны и первые оперы Дессау — «Осуждение Лукулла» (1949) и «Пунтила» (1960), а также незавершённая «Святая Иоанна скотобоен» — в общей сложности он написал на тексты Брехта около 50 сочинений различных жанров.
Педагогическая деятельность Дессау, его стремление пробудить интерес к нетрадиционной музыке привело его к конфликту с культурной политикой СЕПГ: в 1951 году, как и другой композитор «Берлинер ансамбль», Ханс Эйслер, а в конечном счёте и сам Брехт, он был обвинён в «формализме». В частности, была предпринята попытка запретить постановку «Осуждения Лукулла» в Немецкой государственной опере по подозрению в «формализме». Брехт добился закрытого просмотра — «для отвестственных работников и художников»; просмотр, на который пришли президент ГДР Вильгельм Пик и премьер-министр Отто Гротеволь, состоялся 17 мая 1951 года — в тот самый день, когда было принято постановление ЦК СЕПГ «Борьба против формализма в искусстве и литературе, за прогрессивную немецкую культуру». Однако спектакль, поставленный дирижёром Германом Шерхеном и режиссёром Вольфгангом Фёлькером, произвёл сильное впечатление на присутствовавших; в ходе состоявшегося неделю спустя обсуждения Гротеволь дал указания по доработке оперы, но постановку разрешил.
С 1952 года Дессау был членом, а с 1959 года — вице-президентом Академии искусств ГДР; с конца 50-х годов он был профессором Восточно-Берлинского музыкального института. Трижды — в 1953, 1956, 1965 годах — удостаивался Национальной премии ГДР.

## Частная жизнь
Первой женой Пауля Дессау была Гудрун Кабиш; заключённый в 1924 году, брак распался в 1936-м. От Гудрун Кабиш Дессау имел двоих детей.
Его второй женой была многолетняя сотрудница Брехта писательница Элизабет Гауптман.
В третий раз Дессау женился в 1954 году — на театральном режиссёре и хореографе Рут Бергхауз; в 1971—1977 годах она была интендантом театра «Берлинер ансамбль».

## Творчество
Пауль Дессау работал в самых разнообразных жанрах, — помимо музыки к кинофильмам и театральным постановкам, он писал симфоническую и камерную музыку, оперы, хоры и оратории, песни — преимущественно для Эрнста Буша. Композиции 20-х годов были отмечены чертами неоклассицима и фольклорными элементами; во второй половине 30-х годов в ряде сочинений Дессау применял свободно трактованную 12-тоновую технику, в частности в пяти «Двенадцатитоновых попытках» для фортепиано, «Мольбе о прощении» на стихи Ф. Гёльдерлина (1937), «Гернике» (1938).

### Сочинения
Оперы
- Джудитта (Giuditta, 1910—1912, не завершена)
- «Осуждение Лукулла» (Das Verurteilung des Lukullus, 1949, на основе радиопьесы Б. Брехта «Допрос Лукулла»)
- «Пунтила» (Puntila, 1960, по пьесе Б. Брехта «Господин Пунтила и его слуга Матти»)
- «Святая Иоанна скотобоен» (Die heilige Johanna der Schlachthöfe, 1961, по пьесе Б. Брехта, не завершена)
- «Ланцелот» (Lanzelot, 1969, опера-сказка по пьесе Е. Шварца «Дракон»)
- «Лило Херманн, студентка из Штутгарта» (мелодрама на текст Ф. Вольфа, 1953)
- «Эйнштейн» (Einstein, 1969—1972)

Оратории
- «Хаггада» (Haggada, на еврейский текст, 1936)
- «Немецкое несчастье» (Deutsches Miserere, 1947)

Кантаты
- «Хернбургский отчёт» (на стихи Б. Брехта, 1951)
- «Выращивание проса» (для баритона, хора и оркестра, 1952)
- «Еврейская хроника» (на текст И. Герлаха; совместно с Б. Блахером, К. А. Хартманом, X. Хенце и Р. Вагнером-Регени),
- «Реквием памяти Лумумбы»

Оркестровые сочинения
- Две симфонии (1926, 1964)
- Памяти Брехта 1957)
- Вариации на тему Баха (1964)
- Оркестровая музыка [№ 1] (1955)
- Оркестровая музыка № 2 «Meer der Stürme» / «Море в бурю» (1967)
- Оркестровая музыка № 3 «Lenin» (mit dem Schlusschor «Grabschrift für Lenin») (1969)
- Оркестровая музыка № 4 (1973)

Камерная музыка
- Концертино для скрипки, флейты, кларнета и рожка (1924)
- 7 скрипичных квартетов
- «Двенадцатитоновые попытки» (5 пьес для фортепиано, 1937)